# 7608 Telegramia
7608 Telegramia (1995 UO1) là một tiểu hành tinh vành đai chính được phát hiện ngày 22 tháng 10 năm 1995 bởi J. Ticha ở Klet.